# Anton Mülleneisen
Anton „Toni“ Mülleneisen (* 7. Mai 1891 in Köln-Deutz; † im 20. Jahrhundert) war ein deutscher Kameramann.

## Leben
Mülleneisen besuchte in Köln die Schule bis zur Mittleren Reife und ließ sich anschließend 3½ Jahre lang vom Hoffotografen Rudolphi in Garmisch-Partenkirchen zum Landschafts- und Porträtfotografen ausbilden. 1912 stieß er zum Film und erlernte in den kommenden zwei Jahren das filmische Handwerk in der Kopier- und Entwicklungsanstalt der Vitascope-Film in Berlin-Weißensee.
Seit 1914 ist Anton Mülleneisen, der in der Branche meist Toni genannt wurde, als Chefkameramann bei Spielfilmen nachweisbar. Nach seinem Einstand bei Harry Piel fotografierte er 1915 mehrere Dramen von und mit Fern Andra und will überdies zahlreiche Lustspiele mit Anna Müller-Lincke fotografiert haben. Anschließend diente Mülleneisen nach eigener Aussage „[v]ier Jahre im Felde und Front als Fliegerphotograph“. Filmaufnahmen führten ihn bis nach Rumänien, Frankreich und Mazedonien.
Im September 1919 heiratete Mülleneisen Emmy Mercker und setzte mit Beginn der 1920er Jahre seine Kinofilmtätigkeit bei der Moest-Film von Hubert Moest fort. Seine einzige Arbeit von Bedeutung sollte der Wilhelm Tell-Film werden, den er an der Seite von Guido Seeber 1923 kameratechnisch betreute. Schon im Jahr darauf endete Mülleneisens Kinokarriere, und er wandte sich dem wissenschaftlichen und dokumentarischen Film zu. Er stellte in der Folge Natur- und medizinische Aufnahmen her und war im Tonfilm auch als Werbefilmkameramann tätig.
Zuletzt, Anfang der 1940er Jahre, konnte Anton „Toni“ Mülleneisen nur noch als Kameraassistent Beschäftigung finden. Sein letzter bekannter Wohnort kurz vor Kriegsende war in Berlin-Charlottenburg. Danach verliert sich seine Spur.

## Filmografie
- 1914: Der geheimnisvolle Nachtschatten
- 1915: Geheimnisvolle Gewalten
- 1915: Es fiel ein Reif in der Frühlingsnacht
- 1915: Eine Motte flog zum Licht
- 1921: Das Zimmer mit den sieben Türen, zwei Teile
- 1921: Die Jungfrau von Kynast
- 1921: Die keusche Sünderin
- 1922: Das fränkische Lied
- 1923: Nur auf den Bergen wohnt das Glück
- 1923: Die Sonne von St. Moritz
- 1923: Wilhelm Tell
- 1924: Geknechtete Seelen
- 1924: Das sonnige Märchen vom Glück
- 1924: Die Liebe ist der Frauen Macht
- 1924: Die sterbende Erde